# Saint Camillus International University of Health Sciences
UniCamillus – Università Medica Internazionale di Roma è un ateneo privato italiano fondato nel 2017.

## Storia
UniCamillus, con il suo nome, rende omaggio a Camillo de Lellis, patrono universale dei malati, degli infermieri e degli ospedali, che, tra il XVI ed il XVII secolo, pose le basi della moderna assistenza sanitaria.
Nel giugno 2017 ha ottenuto l’approvazione del Regolamento di Ateneo e degli Ordinamenti didattici da parte del CUN (Consiglio Universitario Nazionale) e nel settembre 2017 l’accredito da parte dell’ANVUR (Agenzia Nazionale di Valutazione del Sistema Universitario e di Ricerca).
Il 28 novembre 2017 la Ministra dell'istruzione Valeria Fedeli ha firmato il DM 927, registrato dalla Corte dei Conti con il n. 2353 del 18/12/2017 e pubblicato sulla Gazzetta Ufficiale n. 3 del 4 gennaio 2018.
Riconosciuta nel 2018, è stata inclusa nella World Directory of Medical Schools, joint venture tra il World Federation for Medical Education (WFME) e la Foundation for Advancement of International Medical Education and Research (FAIMER).
Il Ministro dell’Università e della Ricerca con Decreto n.742 del 7/10/2020 ha accreditato il corso di studio in Odontoiatria e protesi dentaria, con Decreto n.899 del 19/07/2021 il Corso di Laurea Magistrale in Scienze della Nutrizione Umana e con Decreto n.1498 del 9/11/2023, il Corso di Laurea Magistrale a Ciclo Unico in Medicina e Chirurgia in lingua italiana presso la sede di Venezia.

## Profilo accademico
UniCamillus è dedicata esclusivamente alle scienze mediche e sanitarie.
I corsi di studio offerti sono: 
- Laurea Magistrale a Ciclo Unico in Medicina e Chirurgia in lingua inglese (sede di Roma)
- Laurea Magistrale a Ciclo Unico in Medicina e Chirurgia in lingua italiana (sede di Venezia e Cefalù)
- Laurea Magistrale a Ciclo Unico in Odontoiatria e Protesi Dentaria in lingua italiana (sede di Roma)
- Laurea Magistrale in Scienze della Nutrizione Umana in lingua italiana (sede di Roma)
- Laurea Triennale in Infermieristica in lingua inglese (sede di Roma)
- Laurea Triennale in Ostetricia in lingua italiana (sede di Roma)
- Laurea Triennale in Fisioterapia in lingua inglese (sede di Roma)
- Laurea Triennale in Tecniche di Laboratorio Biomedico in lingua italiana (sede di Roma)
- Laurea Triennale in Tecniche di Radiologia Medica per Immagini e Radioterapia in lingua inglese (sede di Roma)

L'ente, in accordo con la regione Lazio nella Asl Roma 6, svolge attività di ricerca, didattica e tirocinio presso l'ospedale dei Castelli, le strutture dell'Azienda Ospedaliera San Camillo Forlanini, Azienda Ospedaliera San Giovanni Addolorata, Ospedale Sandro Pertini, CTO Andrea Alesini, Ospedale Sant’Eugenio, Ospedale San Pietro Fatebenefratelli, Casa di Cura I.N.I. Grottaferrata, Policlinico Luigi di Liegro, Policlinico Casilino, Ospedale Cristo Re, European Hospital, Aurelia Hospital.
L'università ha sottoscritto protocolli d'intesa con l'Associazione medici di origine straniera in Italia (AMSI), con la Comunità del mondo arabo in Italia (Co-mai) e, nel giugno del 2019, con Unicef Italia.
La retta annuale per la magistrale di medicina in lingua italiana ammonta a 15 000 euro mentre quella in lingua inglese (sede di Roma) ammonta a 21 000 euro.

## Struttura
L’Ateneo ha la sua sede principale (Rettorato) in una struttura di 3 piani, per una cubatura complessiva di circa 37.000 mc.
A luglio 2021, alla presenza del sottosegretario alla salute, Andrea Costa, è stato tagliato il nastro del nuovo Centro Congressi accademico. Adiacente alla sede principale, ha una estensione di oltre 1000 m2, ospita 3 sale conferenze per un totale complessivo di oltre 600 persone.
Successivamente sono stati aggiunti UniLabs con aule per circa 1000 posti a sedere, laboratori didattici e scientifici e UniHall per attività di studio e relax degli studenti.
Gli studenti possono alloggiare nel campus universitario Unicampus vicino all'università , con la possibilità di scegliere tra 3 diverse strutture di campus 

## Attività
Dal giugno 2021 l’università ha un proprio periodico, Unicamillus Magazine e il periodico UniCamillus Global Health Journal.